# Florens IV. (Holland)
Florens (Floris) IV. von Holland-Seeland (* 24. Juni 1210; † 13. Juli 1234) war Graf von Holland und Zeeland.

## Leben
Er war der Sohn des Grafen Wilhelm I. (* 1174; † 4. Februar 1222) und Adelheid von Geldern (* 1180).
Florens IV. wurde unter der Vormundschaft seiner Onkel 1222 der Nachfolger seines Vaters. Er eroberte in einigen Schlachten die Gebiete Zeeland von Flandern zurück und kurzfristig auch das so genannte Reichsflandern. Für Seeland aber musste er weiterhin die Hoheit Flanderns anerkennen.
Unter seiner Regierung erschien 1229 die erste Urkunde in niederländischer Sprache in Holland.
Dem Erzbischof von Bremen half er gegen die Stedinger Bauern. So kämpfte er 1234 in der Schlacht bei Altenesch mit. Kurz nach dieser Schlacht wurde zur Feier des Sieges in Noyon/Corbie ein Turnier gegeben. Dabei fiel er bei einem Tjost.

## Ehe und Nachkommen
1224 heiratete er Mathilde von Brabant (* 1195; † 21. Dezember 1267), Tochter des Herzogs Heinrich I. und Witwe des welfischen Pfalzgrafen Heinrich II. bei Rhein († 1214).
- Wilhelm II. (* 1228; † 28. Januar 1256), Graf von Holland und römisch-deutscher König
- Florens der Vogt (* ca. 1228; † 24. März 1258 in Antwerpen)
- Adelheid von Holland (* ca. 1234; † 1284), auch Adelheid von Avesnes, Erbin von Holland-Seeland und 1258–1263 Regentin, ⚭ 1246 mit Graf Johann I. von Avesnes und Hennegau (* April 1218; † 24. Dezember 1257)
- Margarete von Henneberg (* 1234; † 26. März 1276), ⚭ 1249 mit Graf Hermann I. von Henneberg-Coburg (* 1224; † 1290)